# ポルベニール
ポルベニール（Porvenir）は、フエゴ島にあるチリの自治体および同自治体の中心市街地区。

## 概要

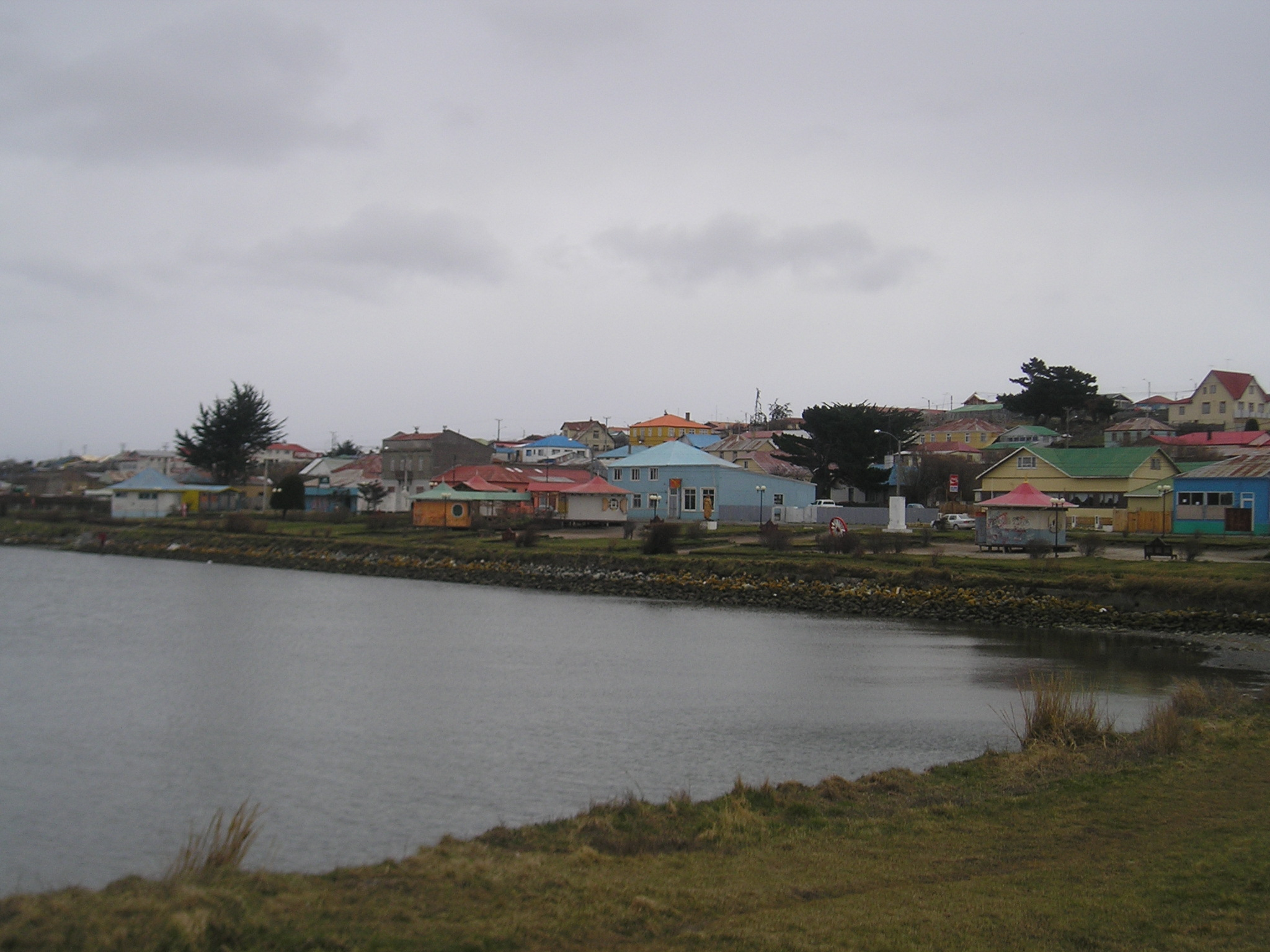
ポルベニールの家並み

南アメリカ最南端近くのフエゴ島のチリ領にある自治体（Comuna）および同自治体の地区の一つである。自治体の合計人口は、5,415人である。なお、自治体の総面積は、9,707.4平方キロメートルである。ポルベニールを、日本語に直すと『未来』となる。マガジャネス・イ・デ・ラ・アンタルティカ・チレーナ州（Región de Magallanes y de la Antártica Chilena）に属する。
1899年12月13日開基する。フエゴ島チリ領領域およびフエゴ諸島チリ領で、最多人口の自治体である。
なお、マガジャネス大学の分校も、ポルベニールにある。
プンタ・アレーナスとポルベニールとの船便が、月曜日運休ではあるものの1日1往復運行しているとの情報がある。
紹介している日本語サイトも、散見する。 また、YouTubeにも、町並みを映したものなどの関連動画がアップロードされている。

## 行政区画
ポルベニール（La Comuna de Porvenir）は、3つの地区に分かれる
ポルベニール地区
- 人口5,078人（2002年国勢調査）

カレータ・ホセフィーナ地区（Caleta Josefina）
- 人口93人（2002年国勢調査）

サン・セバスティアン地区（San Sebastián）
- 人口241人